# Lahoussoye
Lahoussoye é uma comuna francesa na região administrativa de Altos da França, no departamento de Somme. Estende-se por uma área de 4,09 km². Em 2010 a comuna tinha 472 habitantes (densidade: 115,4 hab./km²).